# Lincoln (Rhode Island)
Lincoln est une ville américaine (town) située dans le nord-est du comté de Providence, dans l'État de Rhode Island.
D'après le recensement de 2010, elle compte 21 105 habitants.

## Histoire
La ville est officiellement créée le 8 mars 1871 par l'Assemblée générale de Rhode Island, à partir de parcelles majoritairement rurales de Smithfield. Elle est nommée en l'honneur d'Abraham Lincoln. En 1895, la ville perd une partie de son territoire qui devient la ville de Central Falls.

## Géographie
| North Smithfield | Woonsocket       |                         |
| Smithfield       | Lincoln          | Cumberland              |
|                  | North Providence | Central Falls Pawtucket |

## Villages
Lincoln comprend plusieurs villages :
- Albion (en)
- Fairlawn
- Lime Rock (en)
- Londsdale (en)

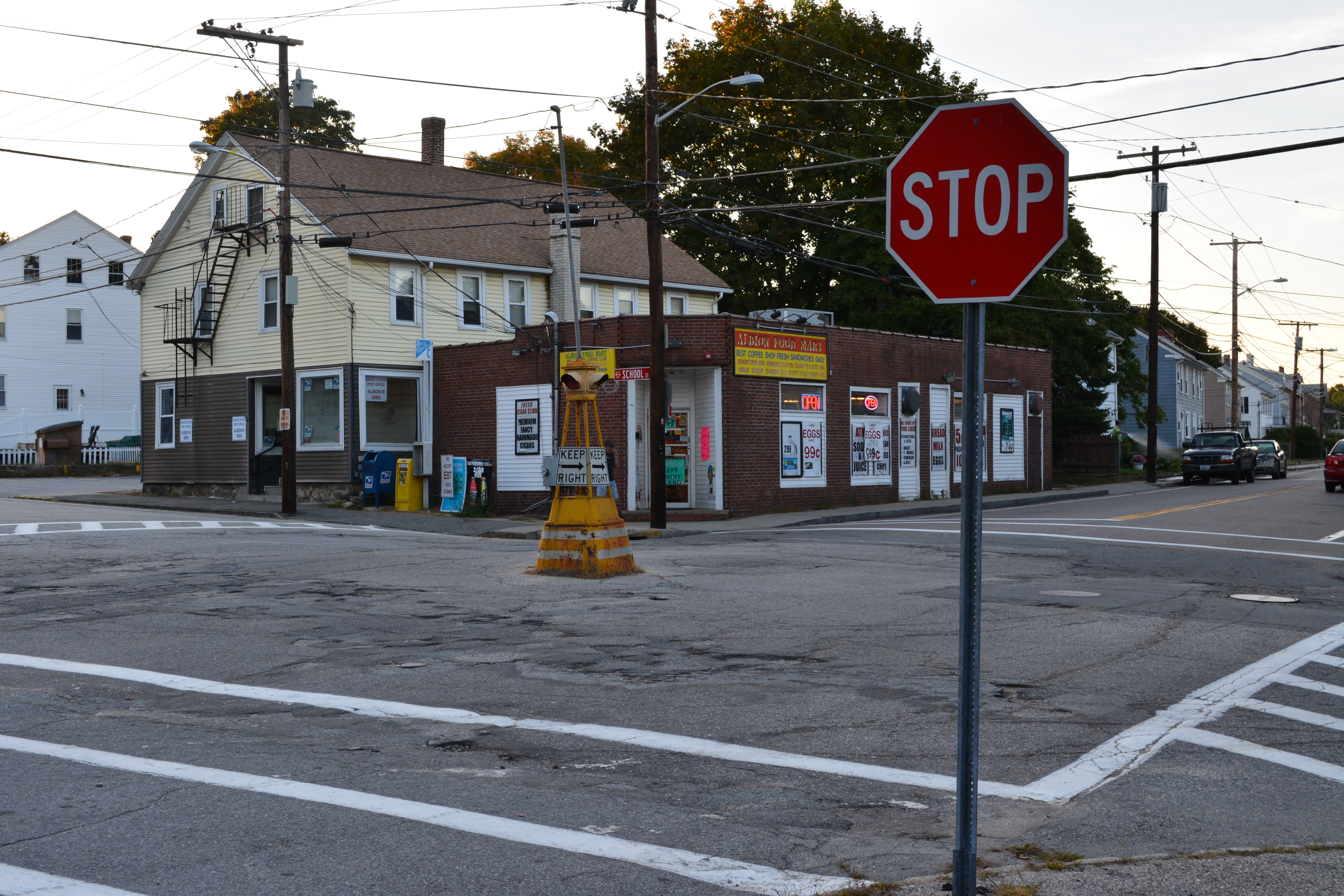
Albion
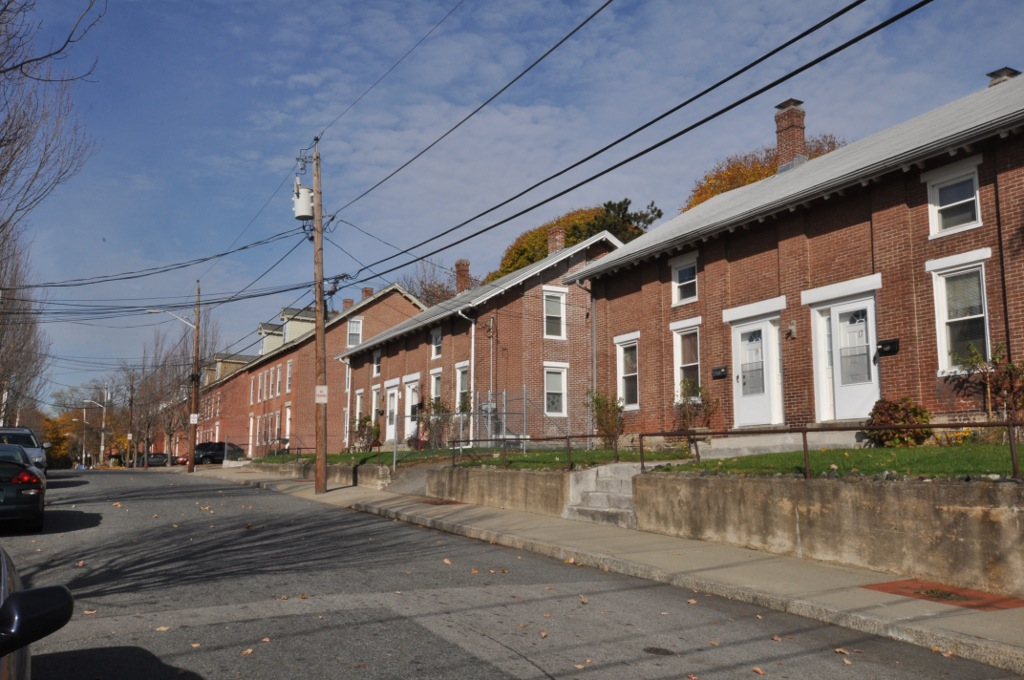
Lonsdale
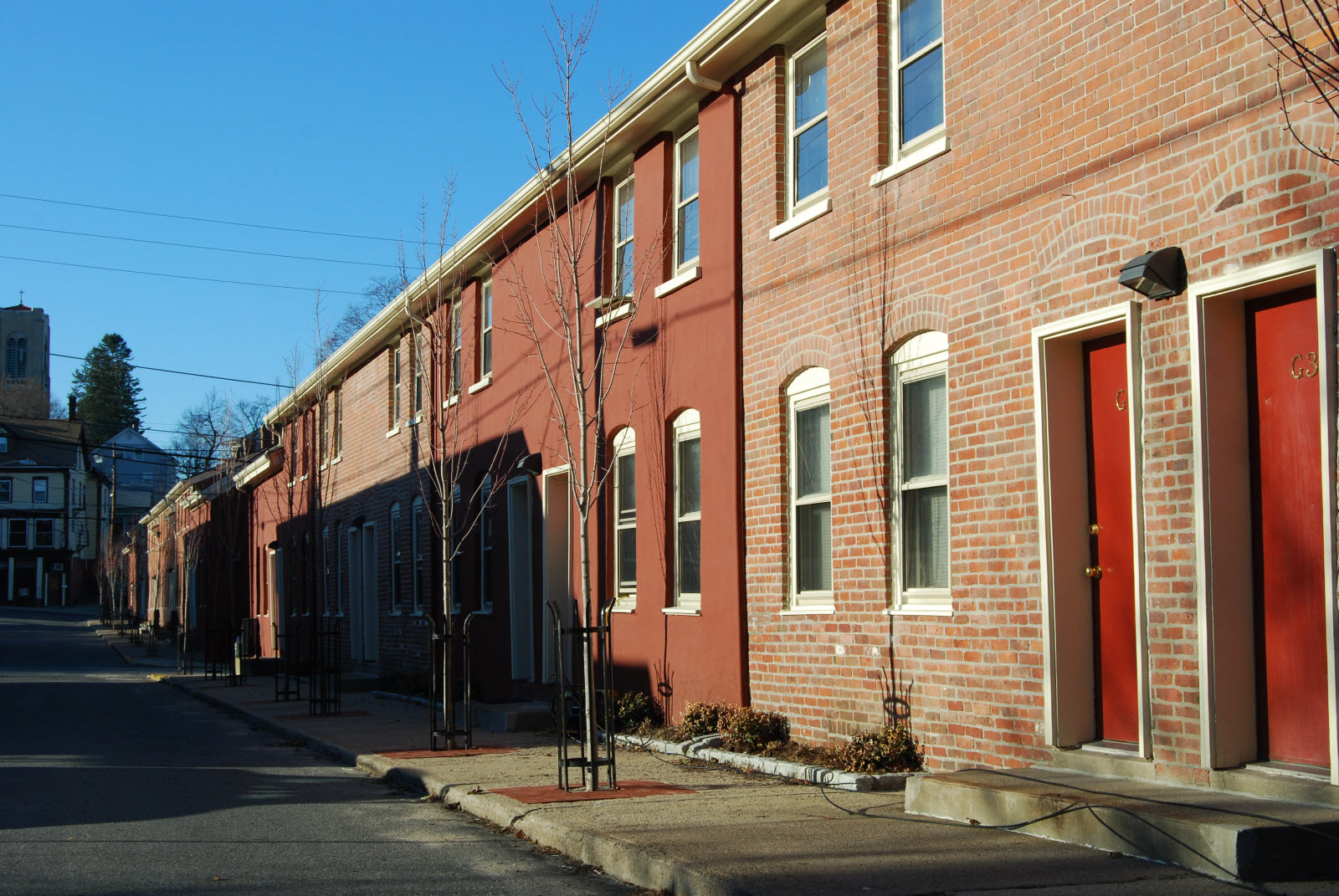
Manville
- Quinnville
- Saylesville (en)

- Albion
- Lonsdale
- Manville